# Francisco de Vitoria

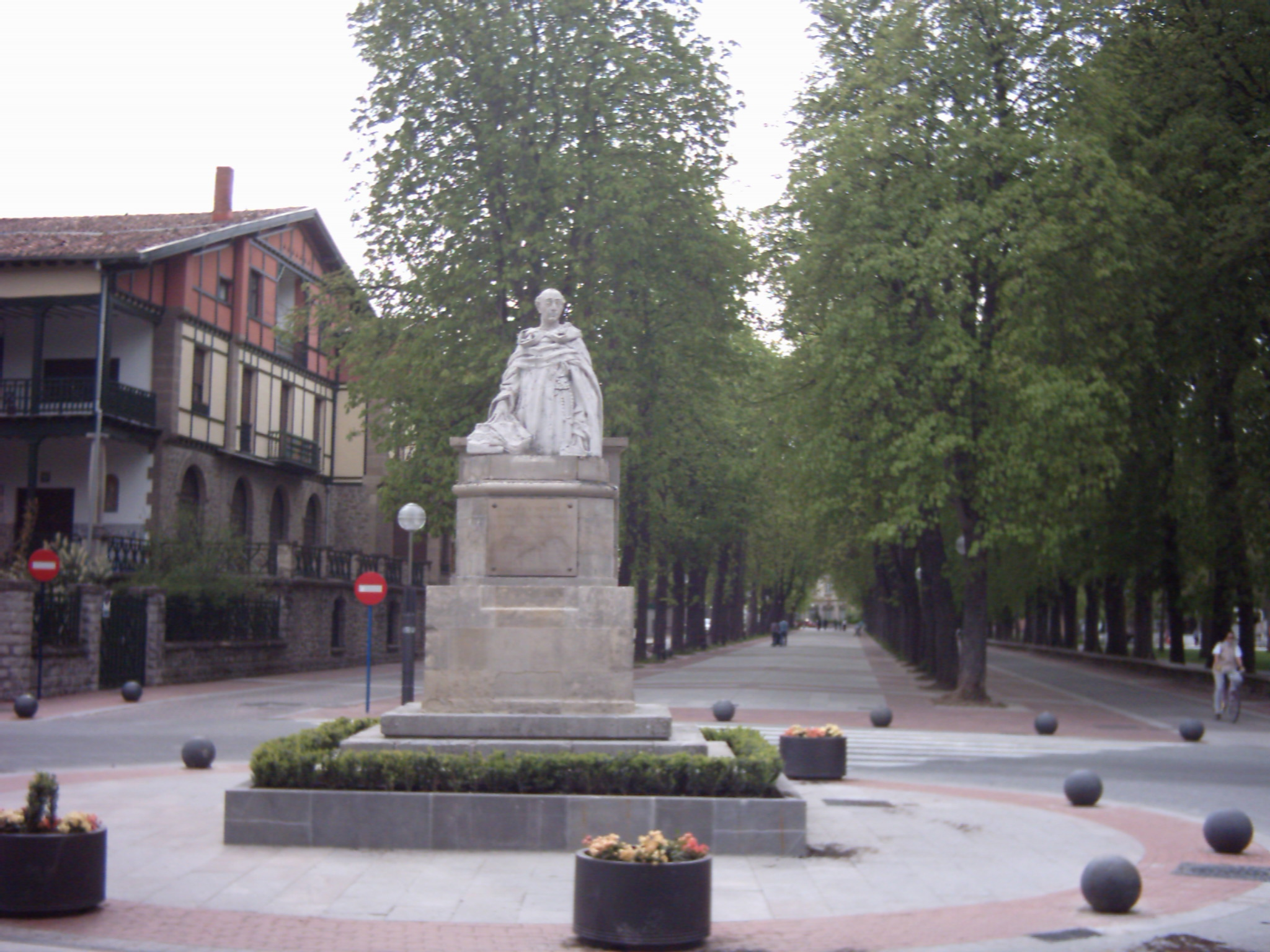
Statue de Francisco de Vitoria à Vitoria (Espagne)

Francisco de Vitoria (Burgos, 1483-1486 - Salamanque, le 12 août 1546) était un théologien, philosophe et juriste espagnol de l'École de Salamanque. Entré dans l'ordre dominicain en 1504, il exerce une grande influence sur la vie intellectuelle de son époque.

## Biographie
Fils de Pedro de Vitoria et de Catalina de Compludo, il entre au couvent dominicain de Burgos en 1505. Envoyé à Paris en 1508, il y étudie la théologie, et est notamment l'élève de Jean Feynier et de Pierre Crockaert. Il se lie avec Juan Luis Vives, présent à Paris de 1508 à 1512. Dès 1516, Francisco de Vitoria enseigne à La Sorbonne et reçoit finalement son doctorat en théologie en 1522.
L'année suivante, de retour en Espagne, il enseigne cette discipline à Valladolid, avant d'obtenir la chaire de théologie de l'université de Salamanque trois ans plus tard. La Somme théologique de saint Thomas d'Aquin est pour lui l'ouvrage de référence de la théologie, et il s'efforce d'en généraliser l'usage aux dépens des Sentences de Pierre Lombard, qui étaient alors plus couramment étudiées. En raison du prestige considérable de Salamanque en Espagne et en Europe au XVIe siècle, il contribue de ce fait à l'adoption du thomisme par une grande partie des théologiens catholiques européens.
Il est l'inspirateur de l'école de Salamanque, au sein de laquelle ont été élaborées de nombreuses théories envisageant l'économie d'un point de vue moral. La doctrine catholique de son temps considérait le désir d'enrichissement des négociants comme un péché, et ceux-ci s'adressaient à lui pour résoudre leurs scrupules de conscience, ce qui l'entraîna à s'intéresser aux questions économiques. Pour Vitoria, l'ordre naturel repose sur la liberté de circulation des personnes, des biens et des idées ; de cette façon, les hommes peuvent se connaître les uns et les autres, augmentant ainsi le sentiment de fraternité réciproque. Ce qui implique que les négociants ne peuvent être réprouvés sur le plan moral, mais qu'au contraire ils servent le bien-être général.
Vitoria étudie également les sources et les limites de l'autorité civile et du pouvoir ecclésiastique : il rejette certaines théories médiévales selon lesquelles l'empereur ou le pape auraient été fondés à exercer une suprématie universelle. Pour lui, le pouvoir civil est soumis à l'autorité spirituelle de la papauté, mais non à son autorité temporelle : Le pape n’a de pouvoir temporel qu’en vue du spirituel. Or il n’a pas de pouvoir spirituel sur les infidèles, comme on peut le déduire de saint Paul (1 Co 5,12). Il n’a donc pas non plus de pouvoir temporel sur eux. Vitoria s'intéresse également aux droits des Indiens. Dans son De Indis, Vitoria exprime son point de vue sur les nombreux excès commis par les conquistadors espagnols en Amérique. Il affirme que les Indiens ne sont pas des êtres inférieurs, mais possèdent les mêmes droits que tout être humain, et sont les légitimes propriétaires de leurs terres et de leurs biens. Avec Bartolomé de Las Casas, il exerce son influence auprès de Charles Quint lors de l'adoption des Nouvelles Lois sur les Indes, qui placent les Indiens sous la protection de la Couronne.
Il est l'un des principaux théoriciens de la guerre juste. Dans De jure belli, il étudie les limites de l'usage de la force pour régler les querelles entre peuples. Il est licite de faire la guerre, mais elle ne peut être déclenchée que pour répondre de manière proportionnée à une atteinte. Ainsi, il n'est pas licite de faire la guerre en raison de divergences religieuses ou pour annexer un territoire.
Dans De potestate civili, il établit les bases théoriques du droit international moderne, dont il est aujourd'hui considéré comme l'un des fondateurs, avec Hugo Grotius. Il a été l'un des premiers à proposer l'idée d'une communauté des peuples fondée sur le droit naturel, et à envisager que les relations internationales ne puissent pas simplement reposer sur l'usage de la force. Tandis que Machiavel considère l'État comme un ensemble moralement autonome (qui ne saurait donc être jugé d'après des normes externes), Vitoria montre que son action dans le monde est soumise à des limites morales. La Salle du Conseil du Palais des Nations de l'ONU à Genève porte son nom.

## Œuvres
- De potestate civili, 1528
- De potestate Ecclesiae, 1532
- De Indis, 1532
- De Jure belli Hispanorum in barbaros, 1532
- Relectiones Theologicae, 1557
- Summa sacramentorum Ecclesiae, 1561

### Traductions en français
- Leçons sur le pouvoir politique, Vrin, Collection : Bibliothèque des Textes Philosophiques, 1980.
- De la loi, Commentaire de la « Somme théologique » (Ia-IIae, q. 90-108), traduction, introduction et notes de G. Demelemestre, préface de B. Kriegel, Cerf, Collection « Sagesses chrétiennes », 2013.

## Pour approfondir